# バー・モウ
バー・モウ (ビルマ語: ဘမော်, 発音 [ba̰ mɔ̀]; ラテン文字転写：Ba Maw、1893年2月8日 - 1977年5月29日）は、ビルマの独立運動家、政治家。名はバー・モー、バーモウ、バモウ、バモーとも表記される。

## 生涯

### 経歴
イギリスの植民地だったビルマのマウビンにある裕福な家庭に生まれた。バー・モウの生家は法律家や学者を多数輩出するモン族の名門だった。父であるキー・シュエは英仏語に堪能であり、コンバウン朝ビルマの外交官として1870年代に欧州への駐在勤務を経験し、またコンバウン朝最末期に国王の家庭教師だったマーク博士の助手を務めた。バー・モウの兄であるバー・ハン博士は辞典編纂者・法律家・法学者であり1957年から58年までビルマ法相を務めた。
バー・モウはラングーンで中等教育及び学部教育(ラングーン・カレッジ)を1913年に終えるとラングーン官立高校及びABM学院で教員として数年間働いた。教員を退職した後はカルカッタ大学修士課程に進学し1917年に同大学から修士号を取得し、修士課程を修了するとラングーン大学の最初の英語教員として数年間教鞭を執った。大学を退職すると法学教育を受けるためイギリスに留学しケンブリッジ大学で法学修士号、グレイ法曹院でイングランド法廷弁護士資格を取得(1923年）した。その後はフランスのボルドー大学に留学し、仏教に関する博士論文をフランス語で書き、1924年に博士号を取得した。
1926年4月5日にキン・マ・マ・モウと結婚し、生涯で7人の子供をもうけた。大学卒業後、弁護士業を開業する傍らビルマの政治活動に参加するようになり、1931年に反英運動指導者サヤ・サンの弁護をバー・ウと共に担当するが、サヤ・サンは反逆罪で絞首刑となった。
1930年代に入ると、バー・モウは自治政府運動(ビルマをカナダや豪州の同等の自治領とするとを要求)の支持者となり、当初反対していたイギリス領インド帝国からのビルマ分離を支持した。彼は貧民党を率いて議会に進出し、1934年にはビルマ州政府（当時はイギリス領インド帝国の一州）の教育大臣に就任し、1937年にビルマがインドから分離して別個の植民地になると初代植民地政府首相に就任し、1939年2月まで務めた。

### ビルマ国元首

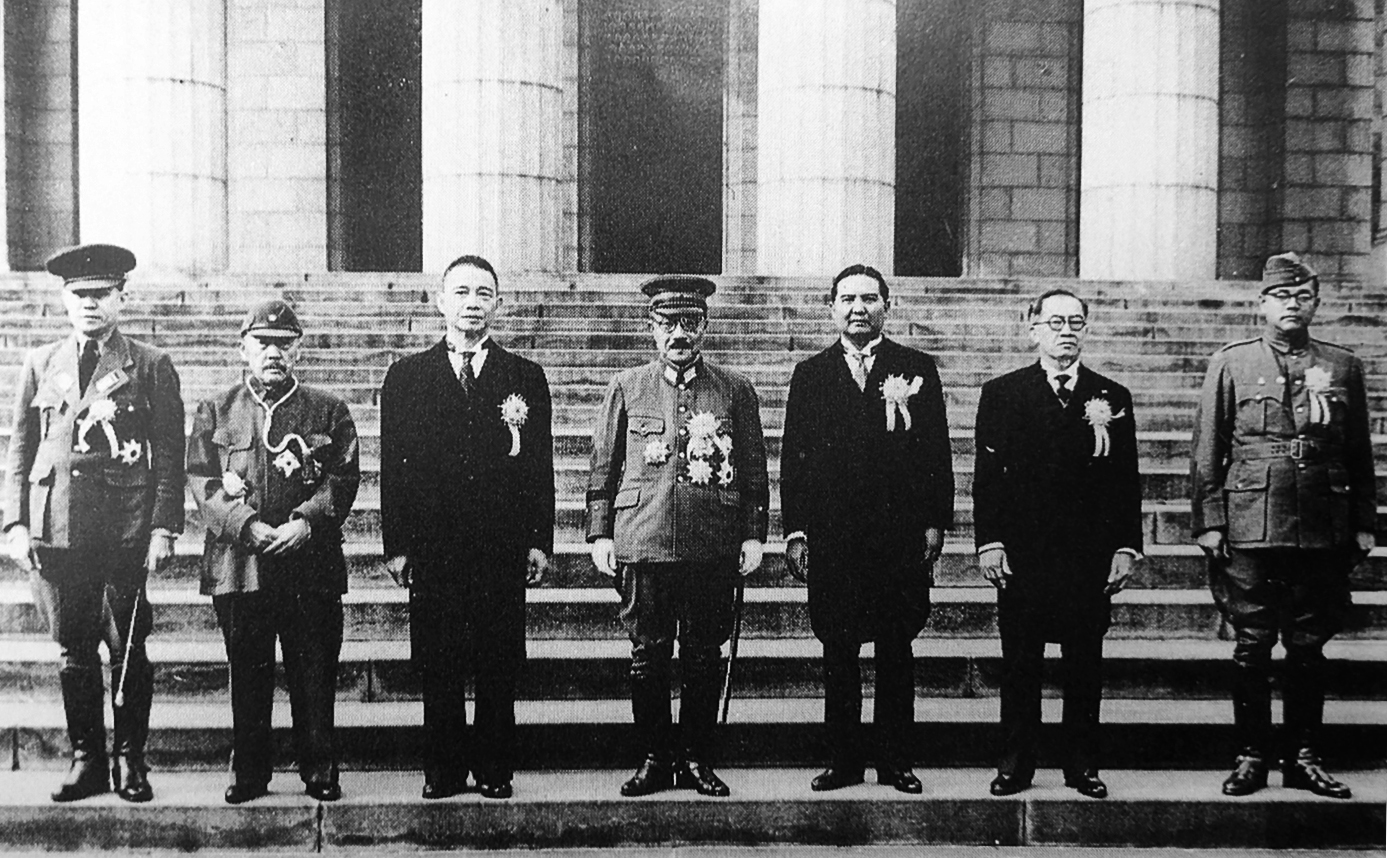
大東亜会議に参加した各国首脳（左からバー・モウ、張景恵、汪兆銘、東條英機、ナラーティップポンプラパン、ホセ・ラウレル、スバス・チャンドラ・ボース）

第二次世界大戦が勃発すると、彼はビルマがイギリス軍の一員として参戦することに反対したため、1940年8月6日に民衆扇動の罪で逮捕された。しかし、太平洋戦争開戦後の1941年12月16日に、同志のアウンサンらは日本軍南機関の支援を得てバンコクに「ビルマ独立義勇軍」を創設。日本軍と共にイギリス軍と戦い、1942年3月にラングーンを陥落させ、同年7月ビルマからイギリス軍を駆逐することに成功し、ビルマ独立義勇軍をビルマ国防軍に改組した。
バー・モウは1942年5月に政治犯収容所から解放され、南機関によって8月1日に中央行政府長官に任命された。日本はバー・モウに対し、戦争終結後にはビルマの完全独立を承認することを約束していた。1943年8月1日、バー・モウを議長とする独立準備委員会は日本の支援を受けてビルマ国の独立を宣言。バー・モウは国家代表（Naingandaw Adipadi）兼内閣総理大臣に就任し、日本との同盟を締結すると同時に連合国への宣戦布告を行い、1943年11月には東京で開かれた大東亜会議にビルマ国代表として参加した。
1944年に日本の敗色が濃くなると、4月25日に南方軍ビルマ方面軍参謀副長・磯村武亮の教唆を受けた参謀部情報班所属の浅井得一に暗殺されそうになるが、ビルマ兵が警戒してことなきを得る。同年11月に来日、同月15日には昭和天皇と会見。勲一等旭日桐花大綬章を受ける。その後、ビルマ国民軍がクーデターを起こしてイギリス側に寝返り、日本軍は1945年5月にイギリス軍やアメリカ軍に放逐され、ラングーン（現ヤンゴン）から撤退し、ビルマ国は崩壊した。

### ビルマ独立以後

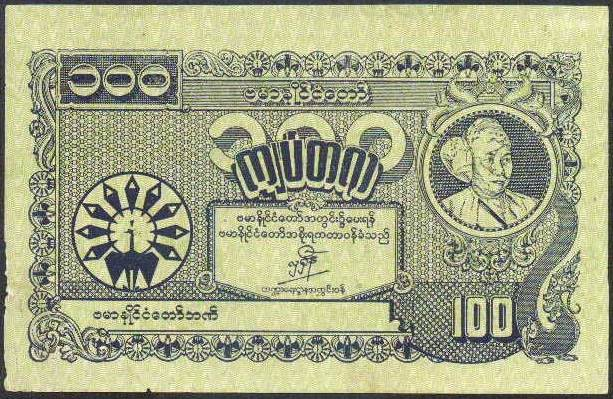
バー・モウが描かれた100チャット紙幣

1945年8月22日、日本に亡命するためにカンボジアを出発し、タイ王国を経由して立川飛行場に到着。帝国ホテルに投宿した後、新潟県南魚沼郡石打村（現南魚沼市）の薬照寺に陸軍中野学校出身の将校たちの協力により身を潜める。当地では英語を教授する一方、日本語を学習した。同年12月に自ら連合国の占領軍（イギリス軍）に出頭した。巣鴨拘置所に入るが、翌1946年に特赦され同年8月1日にラングーンに帰国。1947年にアウンサン暗殺に関与したとして一時拘束された。
1948年1月にイギリスからビルマが独立した後に一時政界に復帰するが、1950年代以降のネ・ウィンの軍事政権下では拘禁された。拘禁中はビルマ国時代の回顧録を執筆し、1968年に釈放された。釈放後は政治活動から引退して隠棲し、1977年にラングーンの自宅で死去した。

## 肖像画
1943年（昭和18年）、日本の洋画家の伊原宇三郎の手で肖像画『バーモウ・ビルマ国家代表像』が製作され、第6回新文展に出品された。戦後、この絵画はGHQにより軍事主義的であると判断され、他の作家の戦争画とともに没収。1970年（昭和45年）、アメリカ合衆国から無期限貸与の形で返還され、以後、東京国立近代美術館に収蔵されている。